# San Miguel de Lillo
Thánh Michael của Lillo (tiếng Tây Ban Nha: San Miguel de Lillo, tiếng Asturias: Samiguel de Lliño) là một nhà nguyện giáo hội Công giáo Rôma xây dựng ở núi Santa María del Naranco, gần Santa María del Naranco ở Asturias. Nhà nguyện - giống như nhà thờ Santa María del Naranco - được xây dựng dưới thời vua Ramiro I vương quốc Asturias (trị vì 842–850) vào giữa thế kỷ thứ 9 như một phần của khu phức hợp cung điện. Nó trở thành di sản thế giới UNESCO từ năm 1985.

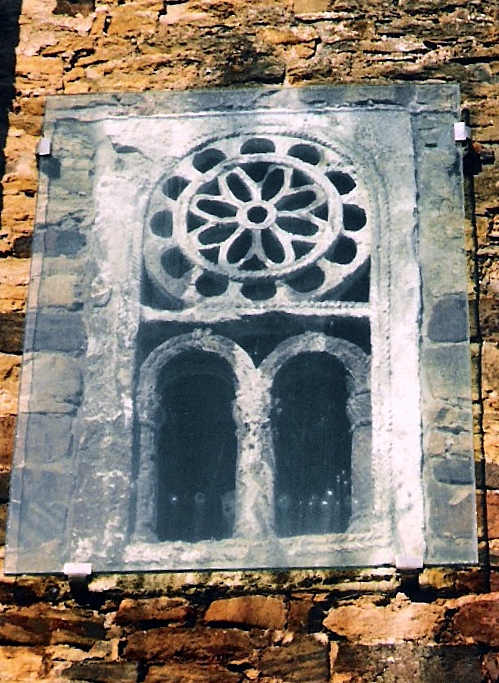
Bên cửa sổ thế kỷ thứ 9